# Rogier van der Ploeg
Rogier van der Ploeg (Alphen aan den Rijn, 19 oktober 1961) is een Nederlandse filmregisseur en muzikant.

## Levensloop
Van der Ploeg volgde een opleiding aan de Nederlandse Filmacademie van 1979 tot 1983. Daar maakte hij in 1980 zijn eerste videoclip voor Interior, de band van Peter Klashorst en zijn broer Maarten van der Ploeg. In 1981 voegde hij zich ook bij de band als gitarist, en werd de naam veranderd in Soviet Sex. In datzelfde jaar startten de drie ook de lokale Amsterdamse piratenzender P.K.P. TV (Ploeg, Klashorst, Ploeg TV).
Met zijn broer Maarten speelde hij van 1982 tot 1987 in de band Blue Murder, met als hoogtepunt een optreden op Pinkpop in 1986. De band viel op mede door de zelfgemaakte videoclips.
Vanaf 1988 maakte Van der Ploeg clips voor vele Nederlandse artiesten zoals Frank Boeijen, Golden Earring, Fatal Flowers, Anouk en de Urban Dance Squad.
In 1990 was hij medeoprichter van CZAR, een filmproductiemaatschappij die zich eerst op clips en later op commercials richtte. In 1995 regisseerde hij voor CZAR een reclamespotje 'Rolo met de olifant', die het daaropvolgende jaar de Grand Prix won in Cannes voor Beste Commercial, en in 2016 de 'Gouden Loeki Aller Tijden'.
Tot op heden regisseerde Van der Ploeg zo'n 700 reclamefilmpjes in diverse landen.
Vanaf 1989 werkte Van der Ploeg geregeld mee aan het VPRO-programma Onrust! en regisseerde enige tv-documentaires.

## Nederlandse films
In 1999 verscheen in de bioscoop de lange documentaire Don't Stop the Show van zijn hand, over de carrière van de Golden Earring.

## Prijzen
- Cannes Lion Festival: beste regie, 1995
- Gouden Loeki Aller Tijden, 2016